# 大鼻龍目
大鼻龍目（Captorhinida），是早期爬行動物的雙重並系群。傳統上由下列幾科組成：
- 大鼻龍科（Captorhinidae）：又被稱為杯龍類，是最早且最原始的爬行動物之一，生存於晚石炭紀到二疊紀。
- 原古蜥科（Protorothyrididae）：包括林蜥、古窗龍，生存於晚石炭紀到早二疊紀。
- 波羅蜥科（Bolosauridae）：最早的二足爬行動物，生存於二疊紀。
- 米勒古蜥科（Millerettidae）：一種小型、快速移動的食蟲爬行動物，生存於晚二疊紀。

牠們擁有共同的原始特徵，並與爬行動物的祖先類似。在演化上，波羅蜥科、米勒古蜥科與無孔亞綱較為親近，大鼻龍科、原古蜥科與雙孔亞綱較為親近。

## 內部連結
林蜥